# Первая битва у реки Нактонган
Первая битва у реки Нактонган — сражение в период с 5 по 19-е августа 1950 года близ Ёнсана (округ Чханнён) и реки Нактонган между войсками США и Северной Кореи в ходе обороны Пусанского периметра. Сражение было одной из нескольких битв, которые проходили одновременно. Сражение закончилось победой США, подошедшие на помощь многочисленные американские подкрепления разгромили атакующую северокорейскую дивизию.
5-го августа 4-я пехотная дивизия Корейской народной армии переправилась через реку Нактонган близ Йонсана, пытаясь рассечь американскую линию снабжения и захватить плацдарм внутри Пусанского периметра. Ей противостояла 24-я пехотная дивизия 8-й американской армии. В течение последующих двух недель американские и северокорейские войска вели кровопролитные бои, предпринимали атаки и контратаки, но никому не удавалось одержать верх. В итоге американские войска, усиленные подошедшими подкреплениями, используя тяжёлое вооружение и поддержку с воздуха, разгромили вторгнувшиеся северокорейские части, страдавшие от недостатка снабжения и высокого уровня дезертирства.
Сражение стало поворотным пунктом в ходе начального периода войны, прервав серию побед северокорейцев, обладавших превосходством в численности и в амуниции. Американские войска теперь обладали численным превосходством и лучшей экипировкой, включая танки и оружие, способное остановить северокорейские танки Т-34.

## Предисловие

### Начало войны
После начала Корейской войны 25-го июня 1950 года в результате вторжения северокорейцев на территорию Корейской республики ООН пришла к решению отправить войска для участия в конфликте от лица Южной Кореи. США, будучи членом ООН, решили послать сухопутные войска на Корейский полуостров с целью отразить северокорейское вторжение и предотвратить коллапс Южной Кореи. Однако после окончания Второй мировой войны пятью годами раньше американские силы на Дальнем Востоке подверглись значительному сокращению. К этому времени ближе всего к месту конфликта находилась 24-я пехотная дивизия, расквартированная в Японии. Дивизия не была в полном составе, большинство её экипировки устарело ввиду сокращения расходов на военные нужды. Тем не менее 24-я дивизия получила приказ отправляться в Южную Корею.
24-я пехотная дивизия стала первой американской частью, отправленной в Корею с целью остановить наступление северокорейцев, задержать как можно больше северокорейских частей, чтобы выиграть время для прибытия подкреплений. Несколько недель дивизия сражалась в одиночку, пытаясь задержать северокорейцев и выиграть время для выдвижения на позиции 1-й кавалерийской дивизии, 7-й и 25-й пехотных дивизий вместе с прочими частями поддержки Восьмой армии. Передовые части 24-й пехотной дивизии понесли тяжёлое поражение 5-го июля в битве при Осане — первом боестолкновении между американскими и северокорейскими силами. В течение последующего месяца после разгрома американской боевой группы северокорейцы, располагая численным и материальным превосходством, периодически били 24-ю пехотную дивизию и отбрасывали её на юг в боях при Чочхивоне, Чхонане и Пхёнтхэке. 24-я пехотная дивизия встала насмерть в битве при Тэджоне и была почти полностью уничтожена, но тем не менее задержала северокорейское наступление до 20-го июля. К этому времени численность бойцов Восьмой армии приблизительно сравнялась с атакующими район северокорейскими силами, в то время как ежедневно прибывали свежие части ООН.

### Северокорейское наступление
После захвата Тэджона северокорейские войска начали окружение Пусанского периметра со всех сторон, пытаясь охватить его. 4-я и 6-я северокорейские пехотные дивизии наступали на юг широким фланговым манёвром, но сильно растянулись в ходе движения. Они наступали на позиции сил ООН при поддержке бронетехники и обладая численным преимуществом, периодически отбрасывая назад американские и южнокорейские части.
Американские войска продолжали отступать, пока им не удалось окончательно остановить северокорейское наступление в серии битв в южной части страны. 27-го июля 3-й батальон 29-го пехотного полка, недавно прибывший на корейский фронт, угодил в засаду северокорейцев у деревни Хадон и был разгромлен, в результате для северокорейцев открылся проход в район Пусана. Вскоре после этого северокорейские силы взяли Чинджу на западе, отбросив при этом 19-й американский пехотный полк и проложив путь для дальнейшего наступления на Пусан. Американским частям впоследствии удалось нанести северокорейцам поражение на фланге и отбросить их назад в ходе битвы ночью 2-го августа. Неся растущие потери, северокорейские войска отступили на запад, где в течение нескольких дней переформировывались и получали подкрепления. Обе стороны использовали передышку, чтобы приготовиться к новым боям за Пусанский периметр.

### Выступ реки Нактонган
В 11-ти км севернее места впадения реки Нам у Йонгсана река Нактонган поворачивает на запад, делая широкий полукруглый изгиб. На большем своём протяжении река достигает 400 м ширины и 1,8 м глубины, это даёт пехоте возможность переправиться через реку (правда, с некоторыми трудностями), но для переправы транспортных средств уже нужна помощь сапёров.
Для обороны периметра командование 24-й пехотной дивизии разместило сеть наблюдательных пунктов на высотах. Силам резерва предписывалось пойти в контратаку, чтобы препятствовать любым попыткам переправы со стороны северокорейской армии. Артиллерия и миномёты были расположены таким образом, чтобы накрыть всеобщим огнём любую точку. Силы дивизии были чрезмерно рассеяны и представляли собой очень тонкую линию.

## Битва

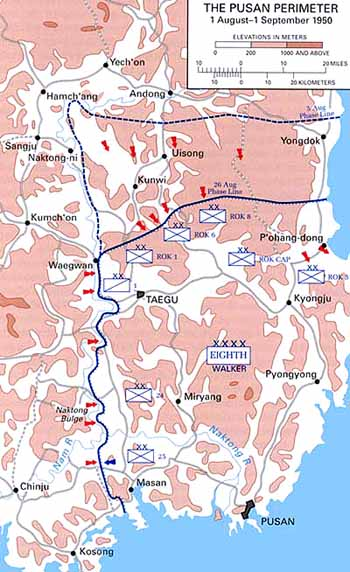
Боевая карта Пусанского периметра, август 1950. 24-й пехотный полк занима позицию на западной линии.

24-я американская пехотная дивизия под командой генерал-майора Джона Г. Чёрча занимала 26-километровый фронт вдоль реки Нактонган. 34-й американский пехотный полк удерживал южную половину к западу от Йонгсана, 21-й американский пехотный полк — северную к западу от Чангонга. 19-й американский пехотный полк в это время переоснащался в тылу фронта. К 5-му августа общая боевая численность 24-й пехотной дивизии составляла 14 540 человек.
Ей противостояла 4-я северокорейская пехотная дивизия под командой генерал-майора Ли Квон Му. Дивизия и её командующий получили высокие награды за подвиги в ходе войны, особенно за Первую битву за Сеул. К 4-му августа 4-я дивизия сосредоточила все свои полки близ Хопчона. Её численность составляла 7 тыс. чел., по 1,5 тыс. чел. в каждом полку.

### Атака северокорейцев
В ночь с 5-го на 6-е августа 800 северокорейских солдат из 3-го батальона 16-го полка перешли реку вброд близ паромной переправы у Онанга в 5,6 км к югу от Пугонг-ни и западнее Йонсана, лёгкое вооружение и грузы снабжения переносили над головой или переправляли на плотах. Другая попытка переправы была предпринята севернее, но была пресечена артиллерийским и пулемётным огнём, северокорейцы отступили в замешательстве. 6-го августа в 2 часа ночи северокорейцы вступили в бой с 3-м батальоном 34-й пехотной дивизии и после короткого боя продвинулись вперёд, пытаясь просочиться через фронт у Йонсана. Северокорейская пехота отбросила 3-й батальон, который покинул свой командный пункт, чтобы консолидировать свою позицию. Атака стала неожиданностью для американского командования, предполагавшего, что северокорейцы попробуют переправиться севернее. Их переправа грозила рассечь американские линии и пути сообщения. Северокорейцам удалось захватить большое количество американского снаряжения.

### Американская контратака
Штаб 34-й пехотного полка отдал приказ 1-му батальону контратаковать северокорейцев. Когда 1-й батальон прибыл на бывший командный пункт 3-го батальона, он угодил в засаду северокорейцев, занявших высоту. Передовая рота С потеряла половину людей. Роты А и В пошли в контратаку при поддержке танков и бронетехники, им удалось выручить попавшую в окружение роту С. В 20.00 рота А вошла в контакт с ротой L 3-го батальона, которая всё ещё удерживала позиции у реки, и доложила по радио, что северокорейцы, просочившиеся на восток, двигаются на север по дороге Йонгсан — река Нактонган к высоте Клеверного листа, но ещё не переправлялись южнее у дороги на мост Обонг-ни. Северокорейцы продвинулись на 4,8 км к востоку от реки Нактонган и находились на половине пути к Йонгсану.
Некоторые части 34-го полка начали отходить на север к линиям 21-го пехотного полка, но Чёрч приказал им повернуть обратно. Он также приказал 19-му пехотному полку контратаковать на запад вдоль северного фланга 34-го пехотного полка. Хотя наступление 24-й пехотной дивизии было отбито северокорейцами близ реки, в 1,6 км в глубине территории 19-й пехотный полк поймал в мешок в деревне 300 северокорейцев и истребил большую их часть.
1-й батальон 34-го пехотного полка попытался остановить северокорейские наступление на Йонгсан, в то время как 19-й пехотный полк сумел отбросить назад северокорейцев и нанести им значительные потери. Однако к вечеру 6-го августа северокорейская армия твёрдо удерживала свой плацдарм. Ночью южнокорейцам удалось отразить попытки переправы южнее, но в ночь с 6-го на 7-е августа реку пересекло неустановленное количество подкреплений. С 7-е по 8-е августа северокорейцы попытались пересечь реку севернее силами более двух батальонов, но были отражены 21-м пехотным полком, всё ещё удерживающим позиции. Батальоны северокорейской армии отошли на юг, чтобы пересечь реку в районе плацдарма. К 8-му августа отряд северокорейцев численностью до полка перешёл реку.

### Пат
Американские контратаки продолжались всё утро 7-го августа, но результаты оказались скромными ввиду жаркой погоды, недостатка пищи и воды. Северокорейцы смогли продвинуться вперёд и захватить высоту Клеверного листа и мост Облонг-ни, важную территорию по обе стороны главной дороги в сторону выступа (изгиба) реки Нактонган. В этот день в район были послан только что прибывший в Корею свежий и хорошо экипированный, но неопытный и в большем числе состоявший из резервистов 9-й пехотный полк второй американской пехотной дивизии. Чёрч приказал полку немедленно атаковать северокорейский котёл в выступе. Несмотря на настойчивую атаку 9-го полка, американцам удалось занять только часть высоты Клеверного листа, после чего интенсивная битва затормозила их продвижение.
Северокорейские войска начали занимать высоты вдоль реки по соседству с их плацдармом. 7-го августа северокорейцы сбили роту А с её позиций на северном берегу реки, нанеся ей тяжёлые потери. Рота К на юге также подверглась нападению, но ей удалось удержать свою линию, 10-го августа ей на помощь пришла рота L. Бои продолжались несколько дней, обе стороны понесли тяжёлые потери, высоты вдоль реки Нактонган неоднократно переходили из рук в руки, ни одной стороне не удалось добиться решающего преимущества.

### Боевая группа «Хилл»
Для уничтожения северокорейского плацдарма Чёрч создал боевую группу «Хилл» из личного состава 9-го, 19-го, 34-го пехотных полков, 1-го батальона 21-го пехотного полка, обеспечил артиллерийскую и прочую поддержку. Группе была дана задача 11-го августа выбить северокорейцев с восточного берега реки. Группу возглавил полковник Джон Дж. Хилл, командир 9-го пехотного полка.
Тем временем 4-я северокорейская дивизия построила подводный мост из мешков с песком, брёвен и камней, завершив работу к 10-му августа. 4-я дивизия смогла перебросить через реку грузовики, тяжёлую артиллерию, дополнительные части пехоты и несколько танков. К утру 10-го августа на восточном берегу реки находились уже два северокорейских полка, занявших укреплённые позиции. Грузы снабжения переправляли на плотах. Боевая группа «Хилл» пошла в атаку, но не смогла добиться успеха ввиду недавно установленной артиллерии северокорейцев. Боевой группе вместо атаки пришлось окопаться и удерживать позиции. К наступлению ночи 4-я северокорейская дивизия переправилась в полном составе. 10-августа части 4-й северокорейской дивизии начали двигаться к югу, обходя позиции боевой группы «Хилл». На следующий день рассеянные северокорейские подразделения атаковали Йонгсан. Северокорейцы периодически атаковали ночью, американцы отбивались, им становилось всё труднее.

### Приход подкреплений

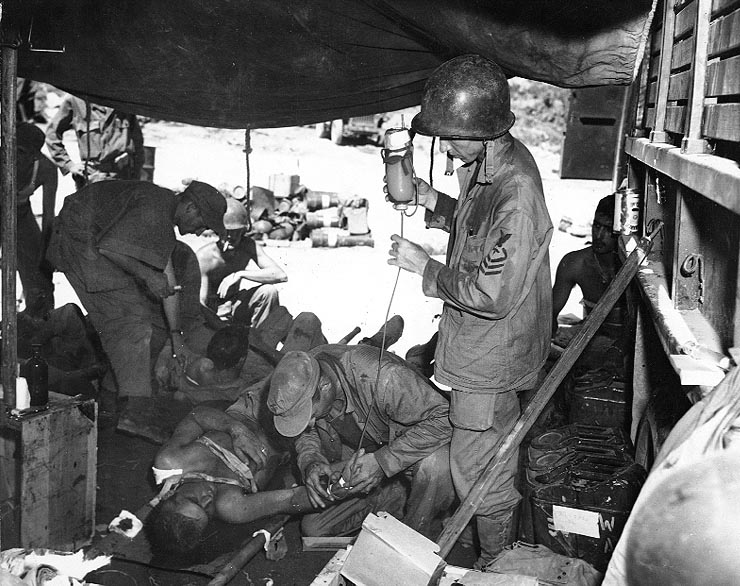
Американские морские пехотинцы оказывают помощь раненому на линии фронта, 17 августа.

12-го августа командующий 8-й армией генерал Уолтон Уокер  отрядил часть 27-го пехотного полка 25-й американской пехотной дивизии в наступление на север из зоны 25-й дивизии, чтобы отбросить силы 4-й северокорейской дивизии, двигающиеся на Йонгсан. Также Чёрч собрал боевой отряд из всех, каких смог, нестроевых частей, чтобы сформировать блокпосты на дорогах к Йонгсану и остановить просачивание северокорейских частей.
Подошли дополнительные подкрепления: оставшиеся части 27-го пехотного полка и батальон 23-го пехотного полка 2-й американской пехотной дивизии. Им удалось очистить окрестности Йонгсана от просочившихся северокорейцев и отбросить их к позициям у высоты Клеверного листа, которые те стойко обороняли. 14-го числа при артиллерийской поддержке боевая группа «Хилл» предприняла прямой штурм северокорейских позиций. Бои продолжались целый день, обе стороны бросались в яростные атаки и контратаки, число потерь было велико. Поначалу вторая атака боевой группы «Хилл» не имела успеха. Потери среди офицеров были также высокими, это привело к дезорганизации частей, которые уже не могли совместно предпринять какую-либо масштабную акцию. К 15-му августа 4-я северокорейская дивизия и боевая группа «Хилл» перешли к битве на истощение, никто не мог одержать верх, сражение временами переходило в безнадёжную рукопашную схватку. Потери росли, и разочарованный Уокер приказал 51-й временной бригаде морской пехоты численностью до 5 тыс. человек выдвинуться в район боёв. Бригада вышла из района Масана в разгар контрнаступления, проводимого 25-й пехотной дивизией.
Тем временем 4-я северокорейская дивизия страдала от недостатка еды, экипировки, амуниции и оружия ввиду серьёзных задержек со снабжением. Для компенсации растущих потерь были мобилизованы жители местных южнокорейских деревень. Командование дивизии фактически не предусмотрело ничего для раненых, их страдания негативно сказывались на психическом состоянии солдат. Тем не менее боевой дух дивизии оставался сравнительно высоким, генерал Ли отказался отступать.

### Уничтожение северокорейского плацдарма

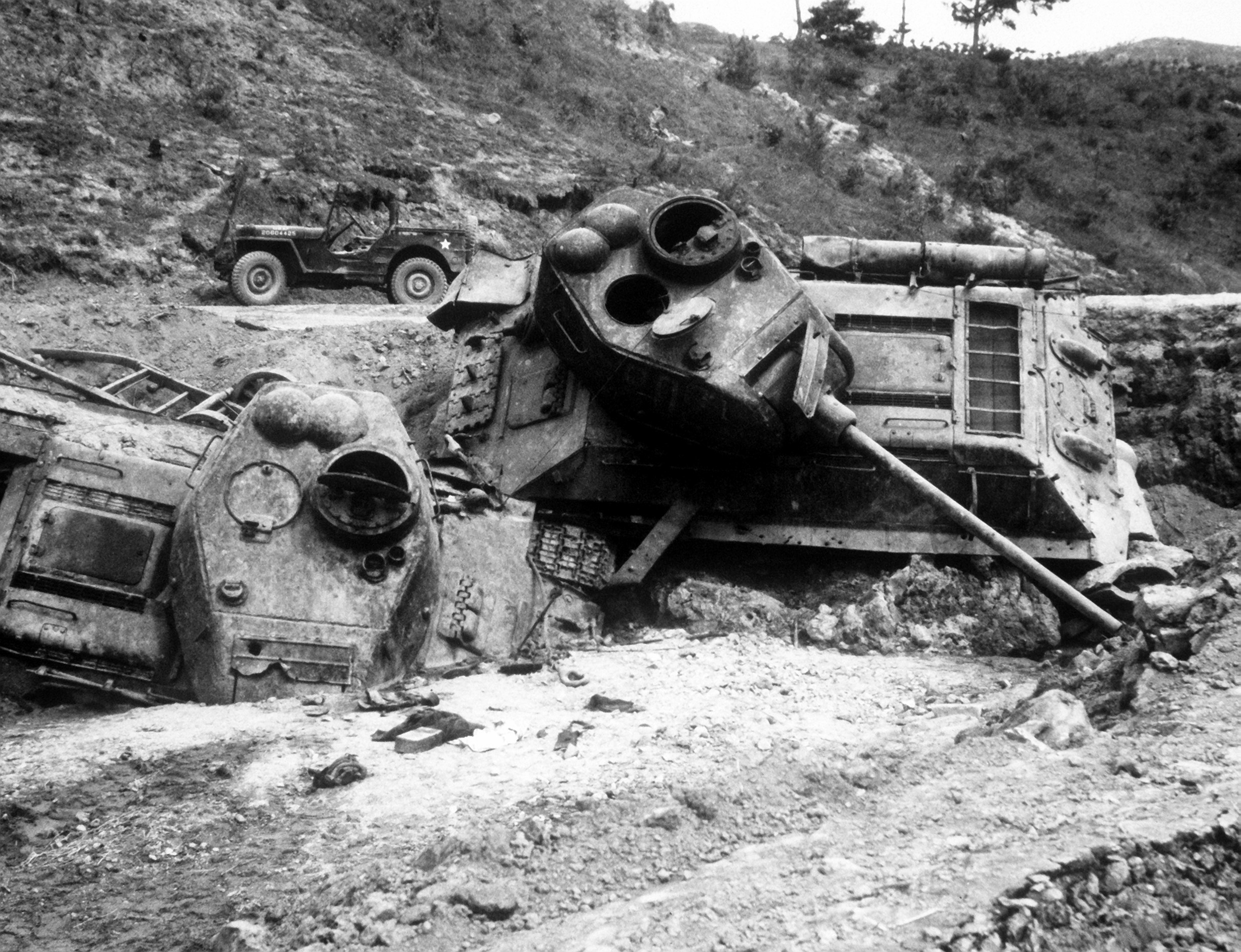
Северокорейские танки T-34 уничтоженные американской авиацией у Вэгвана.

17-го августа 1-я временная бригада морской пехоты во взаимодействии с боевой группой «Хилл» предприняла массированное наступление на высоту Клеверного листа и Обонг-ни. Наступление началось в 08.00 17-го августа. Американские войска, обладавшие тяжёлым вооружением: артиллерией, миномётами, танками М-26 «Першинг» — и воздушной поддержкой, обрушились на северокорейские позиции.
Поначалу наступление морской пехоты увязло в цепкой северокорейской обороне. Морские пехотинцы затребовали артиллерийскую поддержку, мощный огонь с закрытых позиций ошеломил северокорейцев. Сначала морские пехотинцы захватили Обонг-ни, подавив северокорейское сопротивление на склоне ударами с воздуха, огнём танковых орудий, но понесли тяжёлые потери, вызванные стойкой обороной северокорейцев, и вынуждены были отступить. 18-й северокорейский полк пошёл в гибельную контратаку, чтобы вернуть контроль над высотой и отбросить американцев назад. Тактика дивизии, основанная на отсекании линий снабжения и  внезапности, не возымела успеха при солидном численном преимуществе американцев.
К наступлению ночи 18-го августа 4-я северокорейская дивизия была полностью уничтожена, её ослабил большой отток дезертиров, американским войскам удалось захватить Обонг-ни и высоту Клеверного листа. Разрозненные группы северокорейских солдат отступили через реку Нактонган, преследуемые американской авиацией и огнём артиллерии. На следующий день остатки четвёртой дивизии перешли реку Нактонган. В ходе своего поспешного отступления они оставили большое число орудий и экипировки, которыми позднее воспользовались американцы.

## Последствия
В ходе битвы обе стороны понесли тяжёлые потери. 4-я северокорейская дивизия была почти полностью уничтожена, в каждом полку оставалось только по 300—400 человек. Из 7 тыс. первоначального состава в бою осталось только 3,5 тыс. бойцов, 1,2 тыс. были убиты. Несколько тысяч солдат дивизии дезертировали в ходе битвы. Большинство дезертиров составляли южнокорейские гражданские, насильно призванные в северокорейскую армию. 4-я северокорейская дивизия так и не достигла первоначальной численности. Битва ознаменовала начало новой фазы войны для Северной Кореи. Численное преимущество было утрачено, стратегия наступления на линии снабжения и тыл американских войск стала неэффективной перед лицом превосходящих по численности американских войск. Превосходство танков Т-34 было также нивелировано с появлением в американских войсках эффективного противотанкового вооружения и большого количества собственных танков. Впоследствии танки Т-34 4-й северокорейской дивизии быстро выводились из строя противотанковым огнём.
Потери 9-го пехотного полка и частей поддержки составили 57 убитых, 106 раненых, двух захваченных в плен и 13 пропавших без вести, всего — 180 человек. 21-й пехотный полк потерял 30 убитыми, 70 ранеными, 19-й пехотный полк — 450 человек, 34-й пехотный полк — 400 человек. 27-й пехотный полк сообщил о потерях в 150 человек. 1-я временная бригада доложила о 66 убитых, 278 раненых и одном пропавшем без вести. Всего американские войска в ходе битвы потеряли 1 800 человек, треть из них — убитыми.
В память о битве у реки Нактонган и других боях за Пусанский периметр и битве за Тэгу правительство Южной Кореи в 1979-м году открыло Музей битвы у реки Нактонган близ места боёв. Экспозиции музея содержат большое количество предметов времён военных действий и мемориал погибшим в ходе войны.